# سان أنسيلمو
سان أنسيلمو (بالإنجليزية: San Anselmo)‏ هي إحدى مدن مقاطعة مارين، كاليفورنيا. تم إعطاءها لقب مدينة في 9 أبريل، 1907.

## التركيبة السكانية
حدّد مكتب تعداد الولايات المتحدة بيانات التركيبة السكانية لسان أنسيلمو في تعداد الولايات المتحدة. في ما يلي، التركيبة السكانية حسب تعدادي 2000 و2010.

### تعداد عام 2000
بلغ عدد سكان سان أنسيلمو 12,378 نسمة بحسب تعداد عام 2000، وبلغ عدد الأسر 5,267 أسرة وعدد العائلات 3,191 عائلة مقيمة في البلدة. في حين سجلت الكثافة السكانية 1,786.1 نسمة لكل كيلومتر مربع (4,626.0/ميل2). وبلغ عدد الوحدات السكنية 5,408 وحدة بمتوسط كثافة قدره 780.4 لكل كيلومتر مربع (2,021.2/ميل2).
وتوزع التركيب العرقي للبلدة بنسبة 91.62% من البيض و1.05% من الأمريكيين الأفارقة و0.40% من الأمريكيين الأصليين و2.92% من الأمريكيين ذوي الأصول الآسيوية و0.12% من سكان جزر المحيط الهادئ و0.95% من الأعراق الأخرى و2.93% من عرقين مختلطين أو أكثر و4.14% من الهسبانيون أو اللاتينيون من أي عرق.
بلغ عدد الأسر 5,267 أسرة كانت نسبة 31.3% منها لديها أطفال تحت سن الثامنة عشر تعيش معهم، وبلغت نسبة الأزواج القاطنين مع بعضهم البعض 48.5% من أصل المجموع الكلي للأسر، ونسبة 8.7% من الأسر كان لديها معيلات من الإناث دون وجود شريك، بينما كانت نسبة 3.3% من الأسر لديها معيلون من الذكور دون وجود شريكة وكانت نسبة 39.4% من غير العائلات. تألفت نسبة 28.7% من أصل جميع الأسر من عدة أفراد يعيشون في نفس المنزل ونسبة 7.3% كانت تتألف من شخص يعيش بمفرده يبلغ من العمر 65 عاماً أو أكثر. وبلغ متوسط حجم الأسرة المعيشية 2.30، أما متوسط حجم العائلات فبلغ 2.84.
بلغ العمر الوسطي للسكان 41.3 عاماً. وكانت نسبة 21.4% من القاطنين تحت سن الثامنة عشر، وكانت نسبة 3.7% بين الثامنة عشر والرابعة والعشرين عاماً، ونسبة 31% كانت واقعةً في الفئة العمرية ما بين الخامسة والعشرين والرابعة والأربعين عاماً، ونسبة 30.8% كانت ما بين الخامسة والأربعين والرابعة والستين، ونسبة 11% كانت ضمن فئة الخامسة والستين عاماً فما فوق. يوجد لكل 100 أنثى 88.7 ذكر، ويوجد لكل 100 أنثى في الثامنة عشر من عمرها فما فوق 85.1 ذكر.
بلغ متوسط دخل الأسرة في البلدة 71,488 دولارًا، أما متوسط دخل العائلة فبلغ 86,528 دولارًا. وكان متوسط دخل الذكور 61,172 دولارًا مقابل 47,170 دولارًا للإناث. وسجل دخل الفرد الخاص بالبلدة 41,977 دولارًا. وكانت نسبة 2.5% من العائلات ونسبة 5.1% من السكان تحت خط الفقر، وكان من هؤلاء نسبة 3.7% تحت سن الثامنة عشر ونسبة 3.1% في الخامسة والستين من العمر وما فوق.

### تعداد عام 2010
بلغ عدد سكان سان أنسيلمو 12,336 نسمة بحسب تعداد عام 2010، وبلغ عدد الأسر 5,243 أسرة وعدد العائلات 3,251 عائلة مقيمة في البلدة. في حين سجلت الكثافة السكانية 1,780.1 نسمة لكل كيلومتر مربع (4,610.4/ميل2). وبلغ عدد الوحدات السكنية 5,538 وحدة بمتوسط كثافة قدره 799.1 لكل كيلومتر مربع (2,069.7/ميل2).
وتوزع التركيب العرقي للبلدة بنسبة 90.26% من البيض و0.86% من الأمريكيين الأفارقة و0.32% من الأمريكيين الأصليين و3.54% من الأمريكيين ذوي الأصول الآسيوية و0.21% من سكان جزر المحيط الهادئ و1.33% من الأعراق الأخرى و3.48% من عرقين مختلطين أو أكثر و5.81% من الهسبانيون أو اللاتينيون من أي عرق.
بلغ عدد الأسر 5,243 أسرة كانت نسبة 32.3% منها لديها أطفال تحت سن الثامنة عشر تعيش معهم، وبلغت نسبة الأزواج القاطنين مع بعضهم البعض 49.7% من أصل المجموع الكلي للأسر، ونسبة 9% من الأسر كان لديها معيلات من الإناث دون وجود شريك، بينما كانت نسبة 3.3% من الأسر لديها معيلون من الذكور دون وجود شريكة وكانت نسبة 38% من غير العائلات. تألفت نسبة 29.8% من أصل جميع الأسر من عدة أفراد يعيشون في نفس المنزل ونسبة 9.2% كانت تتألف من شخص يعيش بمفرده يبلغ من العمر 65 عاماً أو أكثر. وبلغ متوسط حجم الأسرة المعيشية 2.34، أما متوسط حجم العائلات فبلغ 2.93.
بلغ العمر الوسطي للسكان 44.9 عاماً. وكانت نسبة 23.3% من القاطنين تحت سن الثامنة عشر، وكانت نسبة 4.1% بين الثامنة عشر والرابعة والعشرين عاماً، ونسبة 22.7% كانت واقعةً في الفئة العمرية ما بين الخامسة والعشرين والرابعة والأربعين عاماً، ونسبة 36.4% كانت ما بين الخامسة والأربعين والرابعة والستين، ونسبة 13.5% كانت ضمن فئة الخامسة والستين عاماً فما فوق. وتوزع التركيب الجنسي للسكان بنسبة 46.7% ذكور و53.3% إناث.

## أعلام
- تشيت كارليسلي
- هاردي فوكس
- مايكل رايلي بورك
- بروك سميث
- برايان ماكسويل